# 陳建 (北魏)
陳建（5世纪—485年），中国北魏軍事人物、政治人物。代人。魏孝文帝时尚书右仆射。

## 生平
陳建是尚書陳陽之子。善于騎射，选为三郎。转任下大夫、内行長。魏太武帝討伐山胡白龍，轻敌冒进，每日率数十騎登山查看。白龍十几个壮士伏击，太武帝落馬，混战中差点被俘。陳建挺身保护太武帝，陈建负伤十余处，太武帝叹其勇，赐户二十。
魏文成帝初年，赐爵阜城侯，加冠军将军。出任幽州刺史，假秦郡公。文成帝责备陳建統治幽州苛酷、贪暴暗懦，派遣使者到幽州，予以杖责五十。
魏孝文帝初年，召還陳建为尚書右僕射，加侍中，封趙郡公。他和晋阳侯元仙德、穆亮、陸叡上表劝说孝文帝南征刘宋。建议用刘昶南征，颇得称赞。太和三年（479年）九月，被任命为司徒、征西大将軍，進爵位魏郡王。孝文帝、文明太后行幸陳建宅邸，赐陳建之妻在后廷饮宴。太和九年（485年）十月，陳建去世。
子陳念嗣爵，官至中山郡太守。被御史中尉王显弹劾，剥奪爵位。

## 延伸阅读
[在维基数据编辑]
 《魏書·卷34》，出自魏收《魏书》
 《北史·卷025》，出自李延壽《北史》